# Пажно
Пажно (пол. Parzno) — село в Польщі, у гміні Клюки Белхатовського повіту Лодзинського воєводства.
Населення — 328 осіб (2011).
У 1975-1998 роках село належало до Пйотрковського воєводства.

## Демографія
Демографічна структура станом на 31 березня 2011 року:
|          | Загалом | Допрацездатний вік | Працездатний вік | Постпрацездатний вік |
| -------- | ------- | ------------------ | ---------------- | -------------------- |
| Чоловіки | 152     | 30                 | 105              | 17                   |
| Жінки    | 176     | 32                 | 97               | 47                   |
| Разом    | 328     | 62                 | 202              | 64                   |